# Інтернет речей
Інтерне́т рече́й (ІР, англ. Internet of Things, IoT) — концепція мережі, що складається із взаємозв'язаних фізичних пристроїв, які мають вбудовані давачі, а також програмне забезпечення, що дозволяє здійснювати передачу і обмін даними між фізичним світом і комп'ютерними системами в автоматичному режимі, за допомогою використання стандартних протоколів зв'язку.
Окрім давачів, мережа може мати виконавчі пристрої, вбудовані у фізичні об'єкти і пов'язані між собою через дротові чи бездротові мережі. Ці взаємопов'язані пристрої мають можливість зчитування та приведення в дію, функцію програмування та ідентифікації, а також дозволяють виключити необхідність участі людини, за рахунок використання інтелектуальних інтерфейсів.
Набуває поширення також термін англ. Internet of Everything, IoE — всеохопний, або всеосяжний інтернет. Це явище спричинило занепокоєння в конфіденційності інформації й сприяло появі нового терміна безпека інтернету речей.

## Історія
Термін «Інтернет речей» вперше був введений Кевіном Ештоном у 1999 році під час його роботи над Procter & Gamble, щоб описати систему, в якій фізичні об'єкти могли бути пов'язані з давачами і мережею Інтернет. Ештон ввів цей термін, щоб проілюструвати можливості радіочастотної ідентифікації (RFID), яка використовується в корпоративних системах поставок, щоб порахувати і відстежити товари без потреби в людському втручанні. Сьогодні, інтернет речей став популярним терміном для опису сценаріїв, у яких інтернет з'єднання і обчислювальна здатність поширюються на безліч об'єктів, пристроїв, давачів і повсякденних об'єктів.[джерело?]

## Концепція технології
Основною концепцією ІР є можливість підключення всіляких об'єктів (речей), які людина може використовувати в повсякденному житті, наприклад, холодильник, кондиціонер, автомобіль, велосипед і навіть кросівки. Всі ці об'єкти (речі) повинні бути оснащені вбудованими давачами або сенсорами, які мають можливість обробляти інформацію, що надходить з навколишнього середовища, обмінюватися нею і виконувати різні дії в залежності від отриманої інформації. Прикладом впровадження такої концепції є система «розумний будинок» або «розумна ферма». Ця система аналізує дані навколишнього середовища і в залежності від показників регулює температуру в приміщенні. У зимовий період регулюється інтенсивність опалення, а в разі спекотної погоди будинок має механізми відкривання і закривання вікон, завдяки чому провітрюється будинок, і все це відбувається без втручання людини.

### Технології для побудови інтернету речей
Для об'єднання повсякденних речей у мережу потрібні декілька технологій.
- Для ідентифікації кожного об'єкту потрібна проста, компактна технологія. Тільки при наявності системи унікальної ідентифікації можна збирати та накопичувати інформацію про певний предмет. Такий функціонал можна забезпечити за допомогою мікросхем RFID (Radio-Frequency IDentification). Вони здатні без власного джерела живлення передавати інформацію приладам зчитування. Кожна мікросхема має індивідуальний номер. Як альтернатива до даної технології для ідентифікації об'єктів можуть використовуватись QR-коди. Для визначення точного місця знаходження речі підійде технологія GPS, яка ефективно використовується вже сьогодні у смартфонах та навігаторах.
- Для відслідковування змін у стані елементу чи оточуючого середовища об'єкти повинні оснащуватися сенсорами.
- Для обробки та накопичення даних з сенсорів повинен використовуватися вбудований комп'ютер (наприклад Raspberry Pi, Intel Edison).
- Для обміну інформацією між пристроями можуть бути використані технології бездротових мереж (Wi-Fi, Bluetooth, ZigBee, 6LoWPAN).
- Для передачі даних використовуються оптимізовані та легковісні протоколи типу MQTT. Вони ґрунтуються на принципах публікації і підписок де кожен пристрій (давач чи сенсор) взаємодіє з програмою на сервері (брокером).

### Засоби передачі даних в мережі
Інтеграція з Інтернетом має на увазі, що пристрої будуть використовувати IP-адресу як унікальний ідентифікатор. Проте, через обмежені адресні простори в IPv4 (що дозволяє використовувати 4,3 мільярда унікальних адрес), об'єктам ІР доведеться використовувати IPv6, який забезпечує унікальними адресами мережевого рівня не менше 300 млн пристроїв на одного жителя Землі. Об'єктами в ІР будуть не тільки пристрої із сенсорними можливостями, але також пристрої, які виконують дії (наприклад, лампи освітлення або замки, якими керують через Інтернет). Значною мірою, майбутнє інтернету речей не буде можливим без підтримки IPv6, отже, глобальне впровадження IPv6 у найближчі роки буде мати вирішальне значення для успішного розвитку ІР в майбутньому.
Для бездротової передачі даних особливо важливу роль в побудові інтернету речей відіграють такі характеристики, як ефективність, відмовостійкість, адаптивність, можливість самоорганізації. Основне зацікавлення в цьому сенсі представляє стандарт IEEE 802.15.4, що управляє доступом для організації енергоефективних персональних мереж, і є основою для таких протоколів, як ZigBee та 6LoWPAN.
ZigBee — це комунікаційна технологія, заснована на протоколі IEEE 802.15.4 для реалізації низькошвидкісних бездротових приватних мереж. ZigBee володіє такими характеристиками, як низьке енергоспоживання, низька швидкість передачі даних, низька вартість і висока пропускна здатність. В даний час ZigBee використовується в основному при передаванні інформації між різними речами електронного обладнання, які знаходяться в межах короткої відстані і швидкості передачі даних не дуже висока. Це, в основному периферійні пристрої (миша, клавіатура) і побутова електроніка (TV, DVD), а також пристрої промислового управління (монітори, давачі і засоби автоматизації).
WiFi — це локальна бездротова технологія, яка використовує 2,4 ГГц надвисокої частоти або 5 ГГц супер-високочастотної радіохвилі. Ця технологія дуже добре підходить для передавання великих обсягів даних по бездротовій мережі між пристроями, але це також вимагає багато енергії для роботи і має невеликий рівень пропускної здатності даних. При використанні цієї технології потрібно буде замінювати батареї у всіх пристроях на регулярній основі.
Bluetooth — це бездротова технологія, яка використовується для передачі даних в персональних мережах. Він передає дані по смузі частот від 2,4 до 2,485 ГГц і працює на коротших відстанях, ніж Wi-Fi. Ви можете синхронізувати пару пристроїв, таких як телефони, навушники, колонки, комп'ютери і багато іншого. З розвитком Bluetooth v4.0 з'явилася можливість реалізувати функцію низького енергоспоживання і збільшений радіус дії до декількох десятків метрів.
Серед провідних технологій важливу роль у розповсюдженні інтернету речей відіграють рішення PLC — технології побудови мереж передачі даних по лініях електропередач, оскільки у багатьох додатках присутній доступ до електромереж (наприклад, торгові автомати, банкомати, інтелектуальні лічильники, контролери освітлення спочатку підключені до мережі електропостачання). 6LoWPAN, який реалізує шар IPv6 як над IEEE 802.15.4, так і над PLC, будучи відкритим протоколом, стандартизованих IETF, відзначається як особливо важливий для розвитку інтернету речей.

## Сучасний стан
Вже зараз[коли?] інтернету речей приділяється увага на найвищому рівні, зокрема починаючи з 2009 року у Брюселі при підтримці Єврокомісії проходять конференції Annual Internet of Things, на який виступають з доповідями єврокомісари, науковці та керівники провідних IT-компаній. За прогнозами аналітиків у найближчі роки очікується справжній бум інтернету речей. Так, за прогнозами Gartner, до 2020 року кількість підключених до всесвітньої мережі пристроїв становитиме 26 мільярдів, а дохід від продажу устаткування, програмного забезпечення та послуг становитиме 1,9 трлн дол. Деякі інші аналітичні агентства висловлюють ще більш оптимістичні прогнози. Найбільші світові IT компанії вже почали перегони за лідерство на цьому ринку. Так корпорація Intel у 2014 році після випуску «SoC Edison» оголосила конкурс «Make it Wearable» з призовим фондом $1,3 млн на найкраще застосування своєї системи для концепції IoT та створила власний підрозділ «Internet of Things Solutions Group» для розвитку цього напрямку. Компанія «Google» на початку 2014 року за 3,2 млрд доларів купила невелику фірму «Nest Labs», яка займається випуском інтелектуальних термостатів. Спеціалісти цієї компанії займались впровадженням на американському ринку технологій IoT. Виробники побутової техніки також працюють у цьому напрямку. Так на виставці CES 2014 у Лас-Вегасі була представлена велика кількість побутової техніки (холодильники, телевізори, пральні машини) з можливістю підключення до інтернет.
Значення на ринку прогнозується на рівні 80 мільярдів доларів.[неавторитетне джерело]
Лідерами у розробці та впровадженні інтернету речей є країни, в який розвинена індустрія виробництва мікропроцесорів та вбудованих комп'ютерів — це США, Китай, Південна Корея. Також значний прогрес у цій галузі демонструють європейські країни та Японія.

## Проблеми безпеки
Інтернет речей може викликати величезні зміни у повсякденному житті, надавши звичайним користувачам абсолютно новий рівень комфорту. Але якщо елементи такої системи не будуть належним чином захищені від несанкціонованого втручання, за допомогою надійного криптографічного алгоритму, замість користі вони принесуть шкоду, надавши кіберзлочинцям лазівку для підриву інформаційної безпеки. Оскільки речі із вбудованими комп'ютерами зберігають дуже багато інформації про свого власника, зокрема можуть знати його точне місцезнаходження, доступ до такої інформації може допомогти зловмисникам вчинити злочин. Відсутність на даний час[коли?] стандартів для захисту таких автономних мереж дещо сповільнює впровадження інтернету речей у повсякденне життя.[джерело?]

### Хробаки та ботнети
В 2013 році були оприлюднені результати дослідження невідомим вченим загального стану безпеки в Інтернеті. Дослідження відбувались у 2012 році, дослідник перевіряв відкриті порти на всіх доступних IP-адресах. Через обсяг роботи, яку слід було виконати, дослідник створив комп'ютерного хробака, який шукав пристрої, доступ до яких не був захищений паролем, або захищений надзвичайно простим паролем (наприклад, «root» або «admin»). Створений ним ботнет, який отримав ім'я «Carna», зібрав понад 9 ТБ даних, виконав 52 мільйони запитів ICMP ping, 180 мільярдів службових записів, та 2,8 мільярди запитів TCP SYN на 660 мільйонів IP адрес і опитав у сумі 71 мільярд портів. Його хробак спромігся поширитись на понад 400 тисяч пристроїв.
В ході досліджень ним був помічений інший хробак, який отримав назву Aidra та був створений для пристроїв під управлінням ОС на основі Linux та процесорної архітектури MIPS. Основним призначенням хробака Aidra було створення ботнету для DDoS-атак. Всього було виявлено 30 тисяч заражених цим хробаком пристроїв. В 2013 році були оприлюднені у вільному доступі початкові коди хробака Aidra (LightAidra).
У вересні 2016 року після публікації статті про угрупування, які продають послуги ботнетів для здійснення DDoS-атак, вебсайт журналіста Брайана Кребса (англ. Brian Krebs) сам став жертвою DDoS-атаки, трафік якої на піку досягав 665Гб/с, що робить її однією з найпотужніших відомих DDoS-атак. Оскільки хостер сайту відмовився надалі безоплатно надавати свої послуги, сайт довелось на деякий час закрити поки не був знайдений новий хостер. Атака була здійснена ботнетом з інфікованих «розумних» відео-камер (що є підмножиною інтернету речей). У жовтні того ж року зловмисники оприлюднили початкові тексти використаного шкідливого ПЗ (відоме під назвою Mirai), чим створили ризики неконтрольованого відтворення атак іншими зловмисниками.
Ботнет Mirai став можливим завдяки реалізації вразливості, яка полягала у використанні однакового, незмінного, встановленого виробником пароля для доступу до облікового запису адміністратора на «розумних» пристроях. Всього мав відомості про 61 різних комбінацій логін-пароль для отримання доступу до облікового запису методом перебирання. Дослідження показали, що значна частина вразливих пристроїв була виготовлена з використанням складових виробництва фірми XiongMai Technologies з офісом в Ханчжоу, та фірми Dahua, Китай. Також дослідження показали, що станом на 23 вересня, коли атака сягнула піку інтенсивності, в інтернеті можна було знайти понад 560 000 пристроїв вразливих до подібного типу атак.